# Gemma Doyle

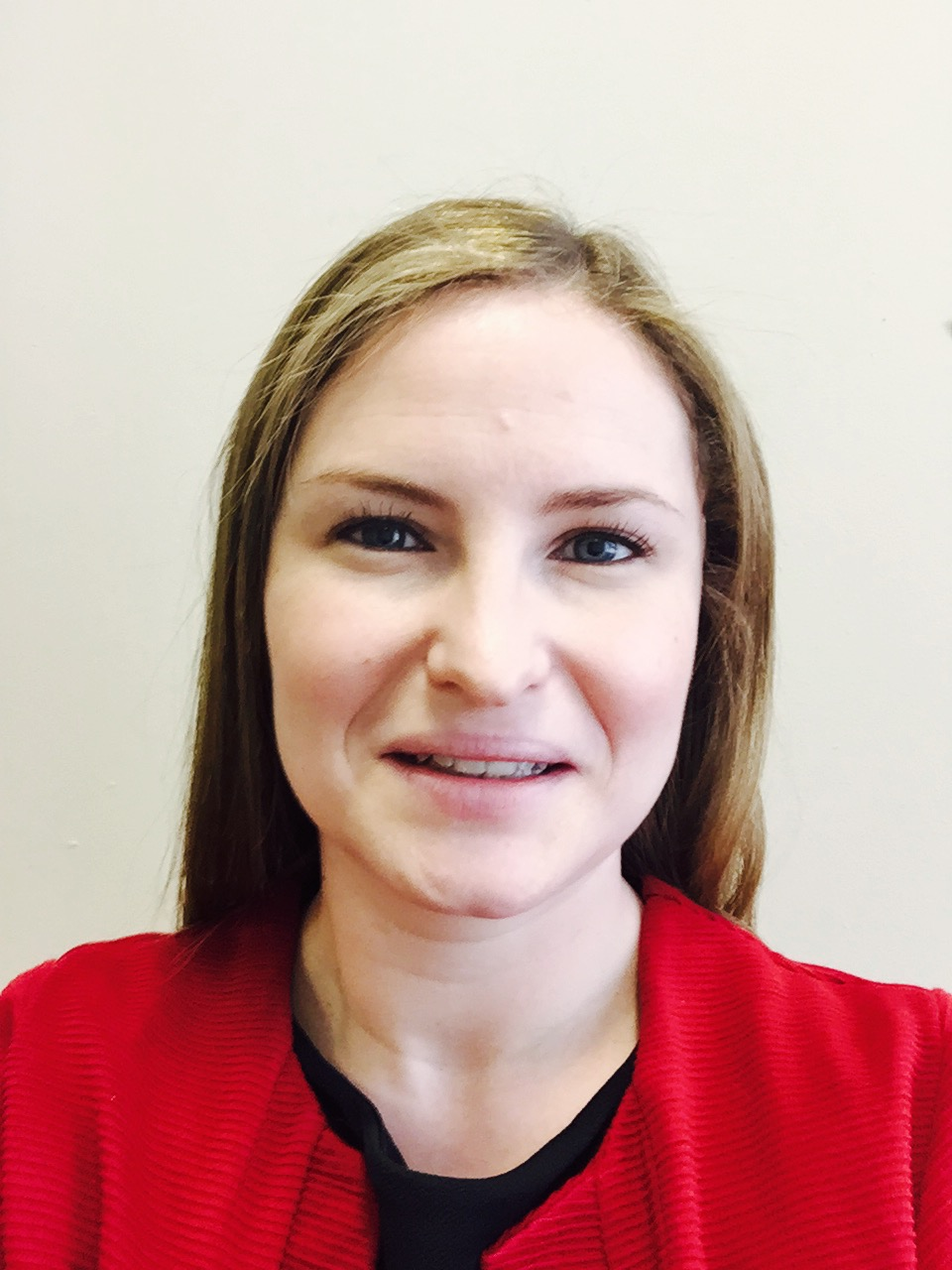
Gemma Doyle (2015)

Gemma Doyle (* 1981 in Alexandria) ist eine schottische Politikerin.

## Leben
Doyle wurde 1981 in Alexandria geboren. Sie wuchs in Dumbarton auf und besuchte die dortige St Patrick’s Primary School sowie die Our Lady and St Patrick’s High School. Sie schrieb sich dann an der Universität Glasgow ein und schloss mit einem Master in European Civilisation ab. Neben dem Studium war Doyle bereits politisch aktiv und als Kellnerin und Zimmermädchen tätig.

## Politischer Werdegang
Im Alter von 15 Jahren trat Doyle in die Labour Party ein. Unter anderem war sie für verschiedene Abgeordnete des Schottischen Parlaments tätig. Sie ist zugleich Mitglied der Co-operative Party.
John McFall gewann das Mandat des Wahlkreises West Dunbartonshire mit dessen Einführung im Jahre 2005. Im Vorfeld der Unterhauswahlen 2010 gab McFall bekannt, zu den Wahlen nicht mehr zur Verfügung zu stehen. Stattdessen stellte die Labour Party Doyle in diesem Wahlkreis auf. Am Wahltag erreichte sie mit Stimmgewinnen einen Stimmenanteil von 61,3 % und zog in der Folge erstmals in das britische Unterhaus ein. Im Schattenkabinett der Labour Party nahm sie die Position der Staatssekretärin für Verteidigung ein. Bei den folgenden Unterhauswahlen 2015 unterlag Doyle dem SNP-Kandidaten Martin Docherty und schied aus dem House of Commons aus.